# Ōsaki, Miyagi
Ōsaki (japanska: 大崎市?, Ōsaki-shi) är en stad i Miyagi prefektur i Japan. Staden skapades 2006 genom en sammanslagning av staden Furukawa och sex mindre kommuner.

## Kommunikationer
I staden ligger Furukawa, en station på Tohoku Shinkansen som ger förbindelse med höghastighetståg till Tokyo.